# Leckhampstead (Berkshire)
Leckhampstead – wieś i civil parish w Anglii, w Berkshire, w dystrykcie (unitary authority) West Berkshire. W 2011 civil parish liczyła 343 mieszkańców. Leckhampstead jest wspomniana w Domesday Book (1086) jako Lecanestede.